# 中华人民共和国太阳能发电

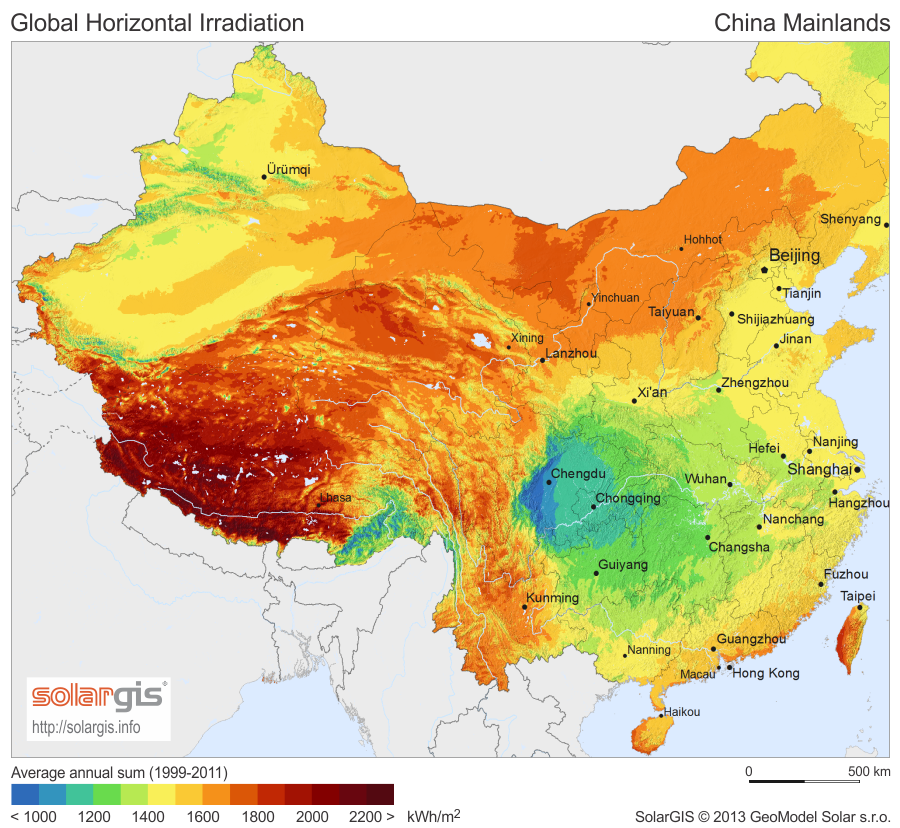
中國的太陽能潛力(太陽輻照度)

中華人民共和國是世界上最大的太陽能光伏和太陽能熱能市場，中國的光伏產業從製造衛星太陽能面板起步，並在90年代後期過渡到國產民用面板製造。中國政府在2000年左右開始將太陽能確定為國家能源戰略重點，然後一路微調其政策。
步入2000年代中期後，政府推出大量激勵措施，中國的太陽能市場自此急劇增長。自2013年起，中国成為世界领先的太阳能光伏安装國。2015年，中国成为世界上最大的光伏发电生产国，并超过德国。自2011年以來，按年率計算，中國生產了全球大部分的光伏產品。2017年，中国增光伏发电装机容量52.83 GW，占全世界新增量的比例超过一半，总容量则增至130.25GW，成為第一個光伏總裝機容量超過100GW的國家。截止2022年底，中國新增太陽能總裝機量87.41GW，比2021年增長了62%，總裝機容量達到392.6 GW，占了世界總裝機容量的45%。太阳能热水器也在中国大陸非常广泛使用，2014年底总装机容量达290 GWth，占世界太阳能热能总装机容量的70％左右。
中國的太陽能光伏技術處於世界頂尖水平，自政府在2000年代起支持太陽能發展，光伏技術的進步就呈爆炸式增長。根據中國光伏行業協會的數據，中國在 2021 年生產了 182 吉瓦 (GW) 的太陽能組件。 太陽能電池板和電池的技術及產能在世界範圍內占主導優勢，如今中國製造商在許多基於出貨量、質量或融資能力的全球排名中始終佔據前列，截至2022年，中國佔據了全球太陽能硅片產量的97%。 國際能源署指出，短期內中國在太陽能光伏製造領域的主導地位預計將持續甚至擴大。2022年12月底中國商務部將太陽能的重要技術納入出口限制目錄，以回應美國為首的西方國家試圖打破中國對光伏技術的壟斷的行為，以及日益激化的中美科技戰。 
由於中國的西部省份的光照充足，因此大部分太陽能發電站都處於西部地區，然後通過電力輸送轉移到全國其他地區。2011年，中國擁有當時世界上最大的太陽能電站—格爾木太陽能光伏電站，光伏裝機容量200 兆瓦。 2018年，騰格里沙漠太陽能園區以1.5 GW的光伏裝機容量再次刷新記錄。 中國目前擁有世界第二大太陽能發電廠—黃河水電海南太陽能園區，其裝機容量為 2.2 GW。
不過，即使中國已是世界上最大的太阳能發電國，但因為本身的能源需求巨大，因此太陽能仍暫時只佔中國總能源使用量的一小部分，2020年佔中國總能源容量的3.5%。不過中國政府已有詳細的計劃及路線圖，以大幅增加太阳能的發電占比。2020年，時任中國最高領導人習近平在當年的氣候峰會上宣布，中國計劃到2030年時將安裝1,200 GW的太陽能和風能總裝機容量。
截至2023年，中國太陽能發電比燃煤發電便宜（p. 167）。截至2024年第一季，中國又新增光伏模組裝機容量45.7吉瓦，比前一年同期增長34%，但增幅已低於2023年第一季相較於2022年同期的 154%，顯示擴充速度有其波動性。

## 历史

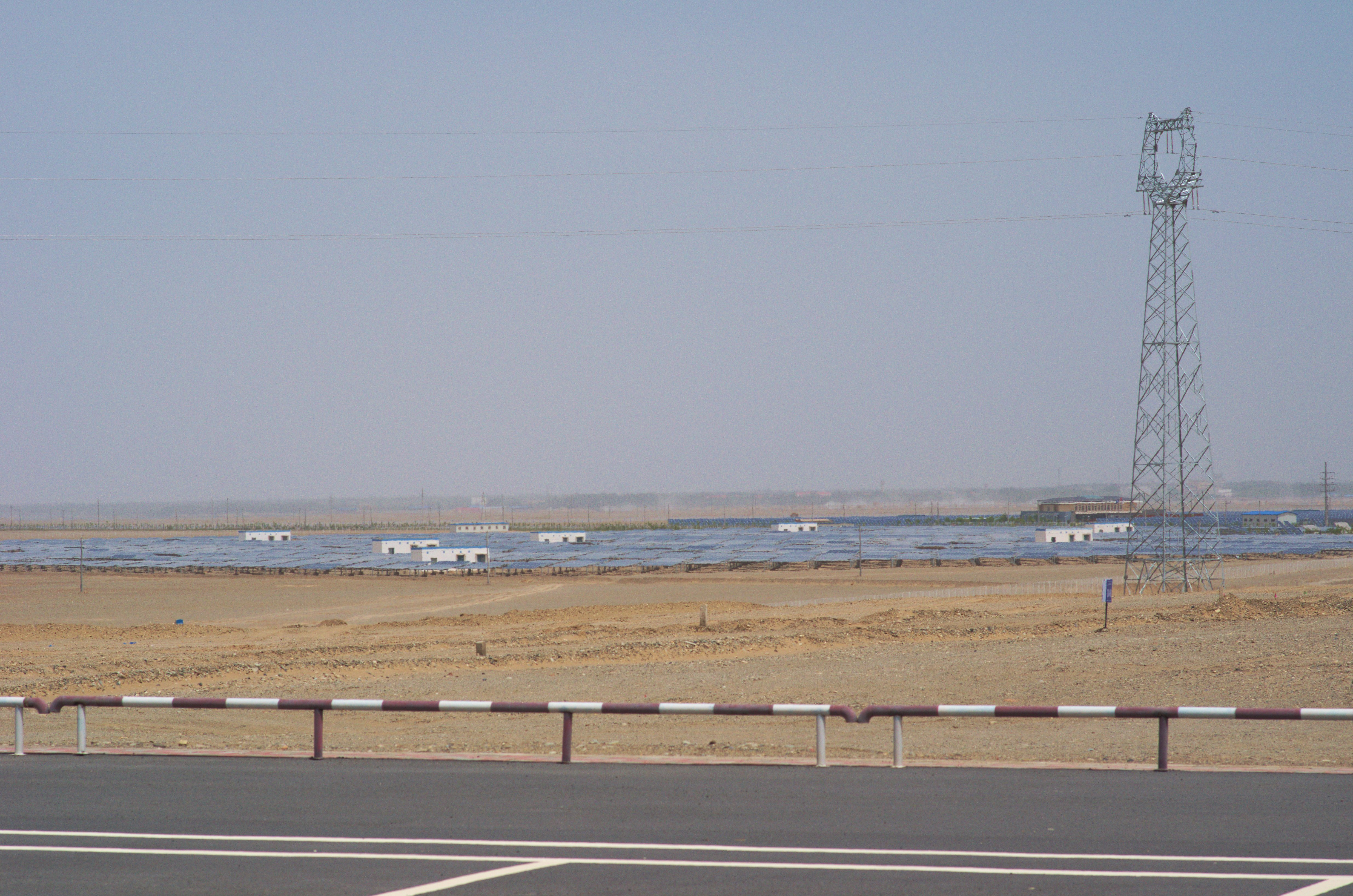
甘肃敦煌太阳能电厂（10MW，光伏太阳能）。

| 年份 | 容量 (MW) | 新增/年 |
| --- | --------- | ------- |
| 1999 | 16        |         |
| 2000 | 19        | 3       |
| 2001 | 23.5      | 4.5     |
| 2002 | 42        | 8.5     |
| 2003 | 52        | 10      |
| 2004 | 62        | 10      |
| 2005 | 70        | 8       |
| 2006 | 80        | 10      |
| 2007 | 100       | 20      |
| 2008 | 140       | 40      |
| 2009 | 300       | 160     |
| 2010 | 800       | 500     |
| 2011 | 3,300     | 2,500   |
| 2012 | 8,300     | 5,000   |
| 2013 | ~17,800   | ~9,500  |
| 2014 | 28,199    | 10,560  |
| 2015 | 43,180    | 15,130  |
| 2016 | 77,420    | 34,540  |
| 2017 | 130,250   | 52,830  |
| 2018 | 174,670   | 44,419  |
| 2019 | 204,680   | 30,220  |
| 2020 | 253,430   | 48,750  |
| 2021 | 306,560   | 53,130  |
| 2022 | 392,040   | 87,408  |
| 2023 | 608,060   | 216,020 |
| 2024 | 885,230   | 277,170 |
| 注意：用于2013年的数字被追溯改变。澄清TBA。来源：IEA、中華人民共和國国家能源局（2015年数字）、China Energy Portal（2016年、2017年數字） |           |         |

中国光伏产业始于1958年的首块硅单晶，早期都只是小规模的应用于太空，直到1975年才生产用于地面的光伏。不過年度太陽能裝機容量仍然很低，僅安裝了 0.5 kW 的光伏裝機容量。 1980年增加到 8 千瓦，1985 年增加到70千瓦，1990 年增加到 500 千瓦，1995 年增加到 1550 千瓦。1996年，中国国家计划委员会牵头制定了“中国光明工程”计划，计划通过风能和太阳能来解决偏远地区用电困难的问题。2002年9月，无锡尚德的太阳电池生产线正式开始生产。2003到2005年，因为欧洲特别是德国太阳能市场的需求增加，不仅尚德和英利开始扩产，新的企业也开始纷纷建立生产线。那一年，國家發展和計劃委員會提出了一項旨在在西藏、新疆、青海、甘肅、內蒙古、山西和四川安裝更多太陽能和風能的計劃。 這刺激了太陽能電池的生產和年安裝量從 2000 年的 3.3 兆瓦猛增到 2002 年的 20.3 兆瓦。光伏電池生產在隨後幾年擴大，2005 年生產了 140 兆瓦。然而，那一年中國僅安裝了 5 兆瓦的太陽能 ，因為大部分製造的光伏電池銷往歐洲國家，德國是最大的買家。 2006 年，中國每年的太陽能裝機容量增長到 10 兆瓦，使中國的太陽能總裝機容量增加到 80 兆瓦。 年度太陽能裝機容量持續增長，2007 年裝機容量為 20 兆瓦，2008 年裝機容量為 40 兆瓦。
2007年，中国成为了世界上光伏产量最大的国家，达到了1.088GW。
2007年，國家發改委計劃到2020年將中國的太陽能裝機容量提高到1800兆瓦。但據國家發改委可再生能源發展司司長王仲英表示，中國將遠遠超過這一目標 , 預測到 2020 年至少可以安裝 10 GW，在可能範圍內安裝 20 GW。 儘管有這些預測，但太陽能在 2008 年僅佔中國總裝機容量的一小部分。
2009年，中华人民共和国财政部、科技部和国家能源局联合发布了《关于实施金太阳示范工程的通知》，决定在2至3年内，采取财政补助的方式，扶持最少500MW的光伏发电示范项目。
2011 年，對在特定期限前完成的太陽能發電項目實行上網電價。 這些上網電價在擴大中國太陽能行業方面極為成功，大大超出了中國政府的增長預期。黃河水電格爾木太陽能園區也於 2011 年在青海省的縣級市格爾木建成。該太陽能園區包含 200 兆瓦的光伏裝機容量，建成後是當時世界上最大的單體太陽能發電廠。20兆瓦青海格爾木太陽能園區等其他太陽能園區也落戶格爾木，2011年底總裝機容量570兆瓦。
2013年，中国国务院和国家能源局相继发布政策，将光伏补贴从事前补贴变成按发电量补贴。
到2015年底，中国成为世界上光伏装机容量最大的国家。2017年，中国新增的光伏装机容量更是达到了全世界新增量的一半。2018年5月31日，中国发改委、财政部、国家能源局联合发布《关于2018年光伏发电有关事项的通知》，该通知不仅要求2018年暂停新建需国家补贴的普通光伏电站，而且下调在这之后新增的光伏电站补贴电价。受此政策的影响，中国时隔13年再次出现新增光伏容量低于上年新增数的情况。儘管增長下降， 中國仍然是最大的太陽能市場。
2019 年光伏總裝機容量為 205 GW，幾乎相當於歐盟（132 GW）和美國（76 GW）總裝機容量的總和。 不過在2019年中國生產的所有能源中，只有 3.9% 的能源來自太陽能，這低於歐盟太陽能的能源生產百分比 (4.9%)，但高於美國的百分比份額 (2.8%)。
2020年，中國太陽能年新增裝機容量48.4GW，佔當年中國能源裝機容量的3.5%。 2020年是中國歷史上太陽能新增裝機第二大年，加上風能，2020 年中國近 10% 的能源來自非水電的可再生能源。2020年底中國光伏能源總裝機容量為252.5 GW。中國已表示，其目標是到 2021 年底將太陽能和風能的能源份額提高到 11%。2021 年可再生能源補貼增加，其中太陽能補貼增幅超過風能補貼。
位於青海省海南藏族自治州的黃河水電海南太陽能園區也於 2020 年竣工。 該太陽能園區的裝機容量為 2.2 GW，使其成為截至 2021年全球第二大太陽能電站，僅次於印度的 Bhadla 太陽能園區。 該太陽能發電廠連接到世界上第一條超高壓電力線，該電力線的所有電力均來自可再生能源，並且能夠將電力傳輸超過 1000 公里。 該太陽能發電廠計劃擴建至 10 GW 的光伏容量。
在 2020 年氣候峰會上，習近平宣布中國計劃到 2030 年擁有 1,200 GW的太陽能和風能裝機容量。
2022年前6個月，中國新增太陽能發電容量近31GW，同比增長137%。 它預計全年安裝量將創歷史新高。中國在 2022 年新增太陽能總裝機量 87.41 GW，比 2021 年增長 62%。
截至2022年，中國佔據了全球太陽能硅片產量的97%。2022年12月底，中國商務部與科學技術部等相關部門就修訂《中國禁止出口限制出口技術目錄》公開徵求意見，當局準備把大尺寸硅片技術、黑硅製備技術、超高效鑄錠單晶/多晶工藝等光伏硅片製備技術納入限制出口技術目錄。
2023年，太阳能发电装机容量约610 GW，与2022年底的390 GW相比，同比增长55.2%，全国并网风电和太阳能发电合计装机规模从2022年底的760 GW，于2023年底达到1,050 GW，占总装机容量比重为36%，同比提高6.4个百分点。太阳能投资同比分别增长38.7%。
截至2024年7月底，中国风电装机达到471 GW，太阳能发电达到了735 GW，风光装机合计达到了1,206 GW，提前6年实现中国“十四五”规划提出的目标：在2030年之前，太阳能和风能总装机容量达到1,200 GW。
2024年，太阳能发电装机容量约890 GW，同比增长45.2%。全国并网风电与太阳能发电装机首次超过1,400 GW。针对2025年新的一年，国家能源局表示将大力推进风电光伏开发利用。积极推进第二批、第三批“沙戈荒”大型风电光伏基地项目建设。加快发展海上风电。积极发展分布式光伏、分散式风电，推动光热发电规模化发展。

## 现状和未来趋势
截止到2019年上半年，中国光伏装机总容量达到了186GW，上半年光伏新增装机11.4GW，其中光伏电站占6.82GW，分布式光伏为4.58GW。全国光伏平均利用小时数为576小时，弃光率为2.4%。
随着光伏价格的不断下降，第一个大型的平价光伏项目已经在2018年12月29日在青海省实现并网。 
相对于需要补贴的光伏电站，平价上网电站不受建设规模规划限制，且优先并网。2019年第一批光伏发电平价上网项目的总量是14.78GW，其中预计在2019年实现并网的项目总量大约为4.8GW，2020年并网约9GW。预计2021年后全国范围内将实现光伏发电平价上网。
2024年7月29日《纽约时报》以“产能过剩、价格大跌：中国太阳能产业陷入动荡”报道，批发价格去年下降了近一半，今年又下跌了25%。中国制造商正以远低于成本的价格争夺客户，同时仍在继续建造更多的工厂。

## 太陽能資源

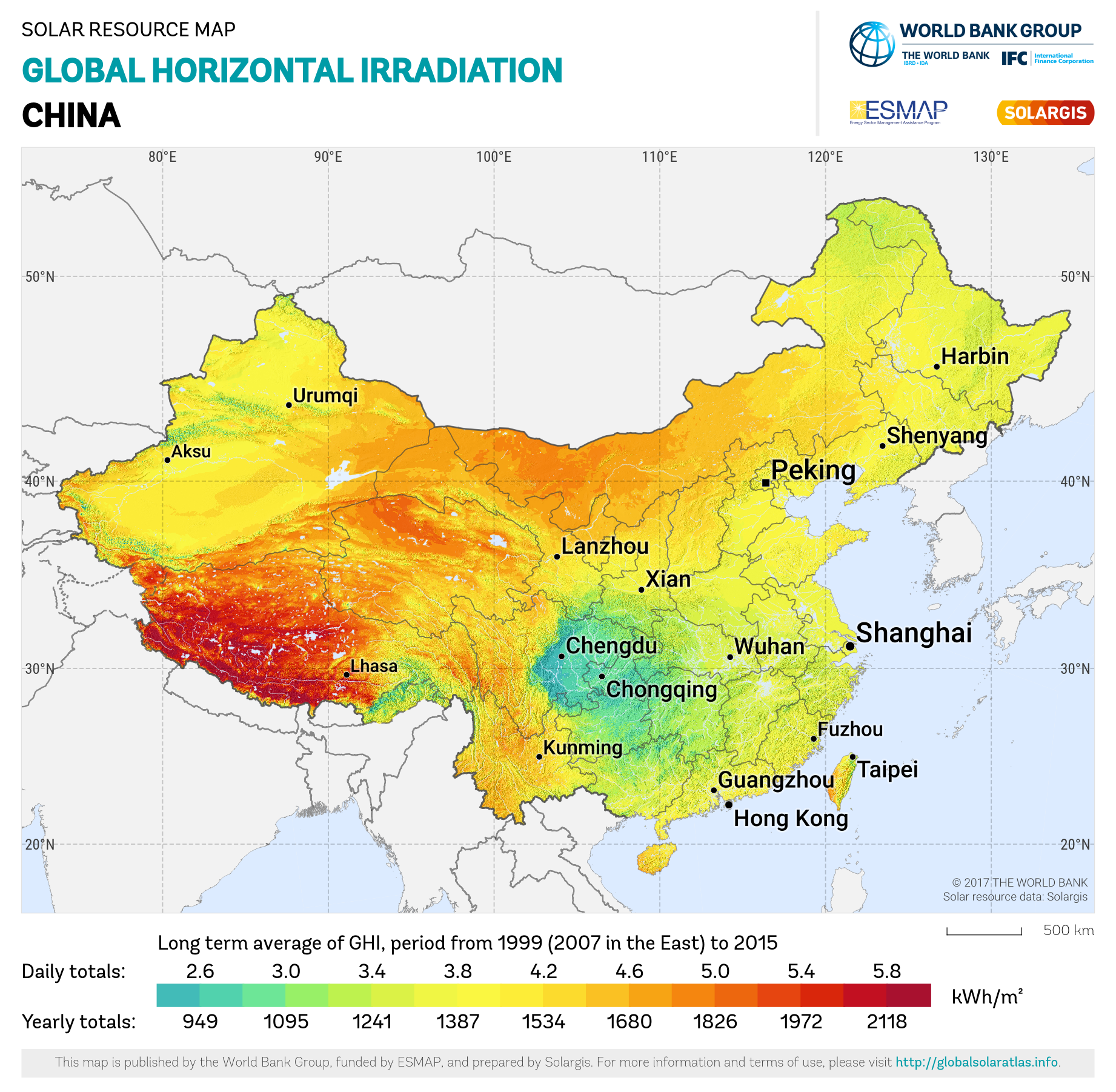
中國的全球橫向日照輻射。

2019年7月的一份報告發現，與1960年代相比，當地空氣污染（黑碳和二氧化硫）使當今可利用的太陽能減少了高達15%。

## 太陽能光電發電

### 各省份的太阳能
中國安裝的太陽能發電容量的很大一部分是以大型光伏電站的形式出現在該國西部，該地區人口遠少於東部地區，但太陽能資源和可用土地更多更好。
| 省份     | 截止2015年 | 截止2016年 | 截止2017年 | 截止2018年 | 截止2019年 | 截止2020年 |
| -------- | ---------- | ---------- | ---------- | ---------- | ---------- | ---------- |
| 全国总计 | 43,170     | 77,420     | 130,200    | 174,460    | 204,300    | 253,430    |
| 山東     | 1,330      | 4,450      | 10,520     | 13,610     | 16,190     | 22,720     |
| 河北     | 2,390      | 4,430      | 8,680      | 12,340     | 14,740     | 21,900     |
| 江蘇     | 4,220      | 5,460      | 9,070      | 13,320     | 14,860     | 16,840     |
| 青海     | 5,640      | 6,820      | 7,910      | 9,560      | 11,010     | 16,010     |
| 浙江     | 1,640      | 3,380      | 8,410      | 11,380     | 13,390     | 15,170     |
| 安徽     | 1,210      | 3,450      | 8,880      | 11,180     | 12,540     | 13,700     |
| 山西     | 1,140      | 2,970      | 5,910      | 8,460      | 10,880     | 13,090     |
| 新疆     | 4,060      | 8,620      | 9,470      | 9,920      | 10,410     | 12,660     |
| 內蒙古   | 4,880      | 6,370      | 7,430      | 9,450      | 10,810     | 12,370     |
| 寧夏     | 3,080      | 5,260      | 6,200      | 8,160      | 9,180      | 11,970     |
| 河南     | 410        | 2,840      | 7,030      | 9,910      | 10,540     | 11,740     |
| 陝西     | 1,170      | 3,340      | 5,240      | 7,160      | 9,390      | 10,860     |
| 貴州     | 30         | 460        | 1,370      | 1,780      | 5,100      | 10,570     |
| 甘肅     | 6,100      | 6,860      | 7,840      | 8,280      | 9,080      | 9,650      |
| 江西     | 440        | 2,280      | 4,500      | 5,360      | 6,300      | 7,760      |
| 湖北     | 480        | 1,870      | 4,140      | 5,100      | 6,210      | 6,970      |
| 廣東     | 640        | 1,560      | 3,310      | 5,270      | 6,100      | 6,970      |
| 遼寧     | 170        | 520        | 2,230      | 3,020      | 3,430      | 4,000      |
| 湖南     | 290        | 300        | 1,760      | 2,920      | 3,440      | 3,910      |
| 雲南     | 640        | 2,080      | 2,330      | 3,430      | 3,750      | 3,890      |
| 吉林     | 60         | 560        | 1,590      | 2,650      | 2,740      | 3,380      |
| 黑龍江   | 20         | 170        | 940        | 2,150      | 2,740      | 3,180      |
| 廣西     | 120        | 180        | 690        | 1,240      | 1,350      | 2,070      |
| 福建     | 150        | 270        | 920        | 1,480      | 1,690      | 2,020      |
| 四川     | 370        | 960        | 1,340      | 1,810      | 1,880      | 1,910      |
| 天津     | 120        | 600        | 680        | 1,280      | 1,430      | 1,640      |
| 海南     | 240        | 340        | 320        | 1,360      | 1,400      | 1,400      |
| 上海     | 200        | 350        | 580        | 890        | 1,090      | 1,370      |
| 西藏     | 170        | 330        | 790        | 980        | 1,100      | 1,370      |
| 重慶     | 5          | 5          | 130        | 430        | 650        | 630        |
| 北京     | 160        | 240        | 250        | 400        | 510        | 610        |

### 按類型太陽能光電發電
| 產業   | 年MW   | 累計MW  |
| ------ | ------ | ------- |
| 發電廠 | 23,300 | 123,730 |
| 分佈式 | 20,960 | 51,250  |
| 離網   |        | 360     |
| 總容量 | 44,260 | 175,340 |

2018 年新增公用事業規模發電廠裝置 23,300 兆瓦(MW)，使該產業的累計發電量達到 123,730 兆瓦。 2018 年分佈式裝置容量幾乎同樣成長，達到 20,960 兆瓦，到 2018 年底該產業的累計裝置總量達到 51,250 兆瓦。離網太陽能是 2018 年最小的組件，累計安裝量僅為 360 兆瓦。

## 聚光太陽能發電

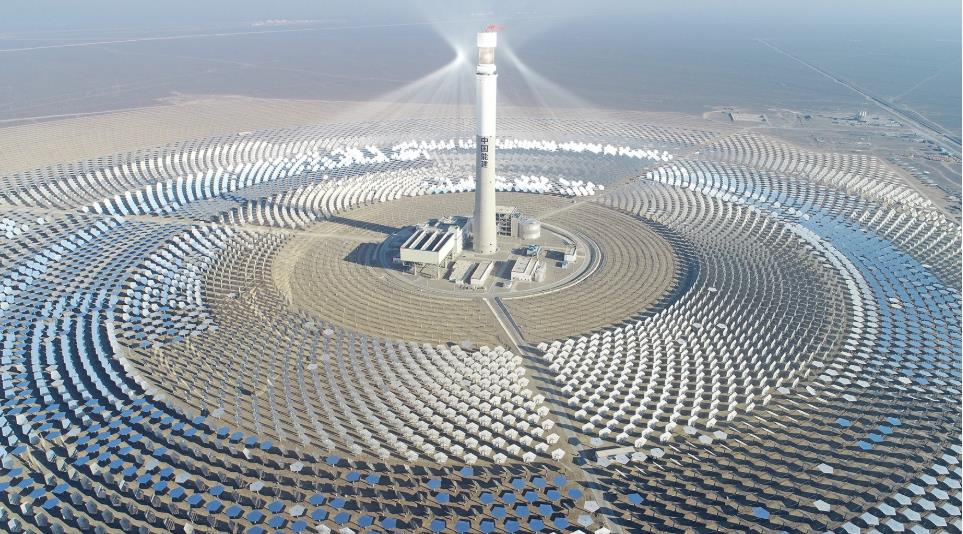
中國能源建設有限公司50兆瓦哈密電站塔擁有8小時熔鹽存儲能源。

### 太陽能資源
中國的聚光太阳能热发电（CSP）潛力巨大，特別是在該國西南部地區。 直接正常輻射日平均值最高的是青藏高原和四川盆地，為 9 kWh/m2。 中國北部和西部大部分地區日均直接正常輻射超過5kWh/m2，被認為是光熱發電經濟利用的極限。 部署 CSP 的實際限制包括山區地形和與能源負荷中心的距離，主要集中在東部。

### 公共政策
2011年至2015年的第十二個五年計畫要求到2015年安裝1,000兆瓦的光熱發電站，到2020年安裝3,000兆瓦的光熱發電站。然而，截至2014年底，該國祇有幾個示範發電站投入運作。 隨後的「十三五」計畫啟動了20座1.35吉瓦光熱發電示範批次，旨在將國際最新技術引入中國，打造國內光熱發電產業。工廠位於不同的省份，並使用多種不同的技術路線，包括拋物線槽、中央接收塔、和新穎的下束式塔(beam-down tower)設計 。

## 产业基地

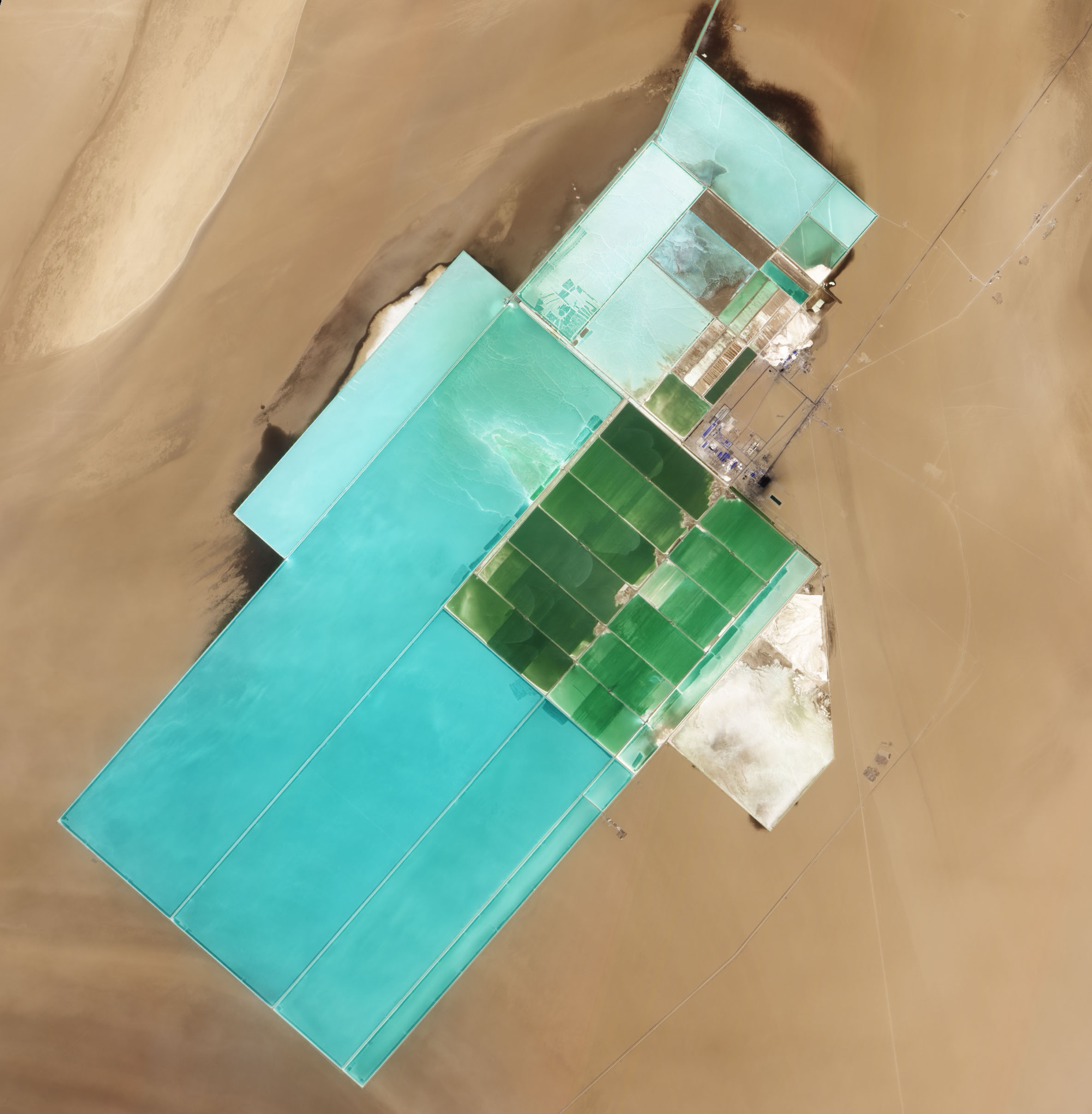
位处中国大陸新疆的太阳能蒸发池。

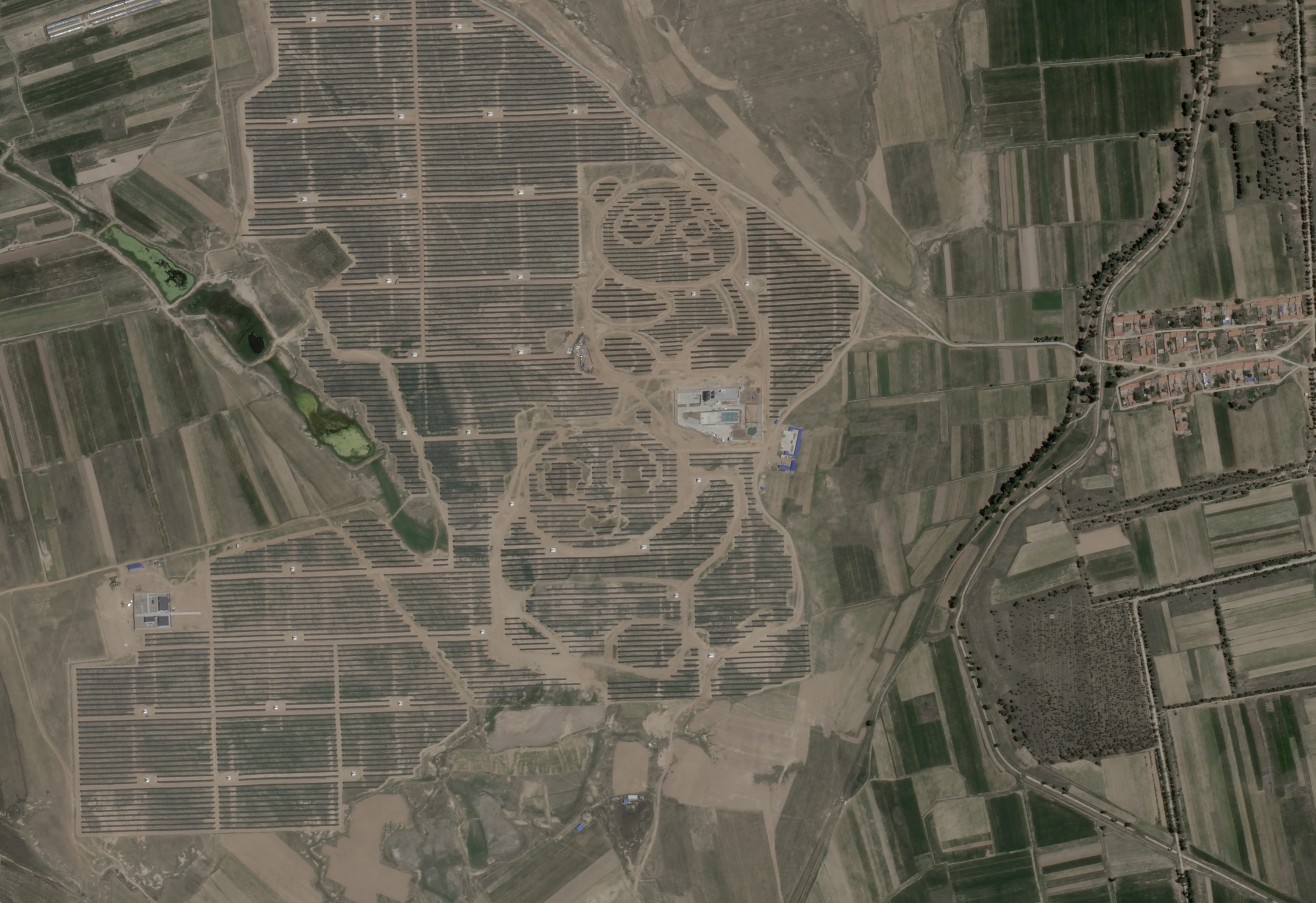
2017年山西省建成50MW光電太陽能電站-熊貓太陽能電站。

中国大陸形成了以长三角为制造基地，中西部为原材料供应基地的产业分布格局。长三角地区是中国大陸最早的光伏产业基地，随着产业链延伸，江西新余、河南洛阳和四川乐山等地成为中国大陸硅片制造和原料多晶硅基地。长三角地区集中了中国大陸60%的光伏企业，西北地区凭借丰富的太阳能，集聚了中国大陸90%以上太阳能光伏发电项目，西南地区则是中国大陸重要的硅材料基地。
在中国大陸近几年太阳能行业快速增长，尤其进入21世纪，由于俄罗斯对于中国大陸光伏产业的技术出口，已经向中国大陸转移千吨级多晶硅（改良西门子法）技术，导致西方国家的技术封锁失效，中国大陸太阳能迅速发展。

### 长三角产业基地
长三角产业基地包括上海、江苏和浙江，但这三省没有形成地区共同产业，彼此的竞争十分激烈。浙江的光伏产业主要集中在杭州、温州、湖州、嘉兴和海宁等地，浙江的光伏产能占据了中国大陸的四分之一，仅次于江苏，2010年中国大陸光伏产品出口321亿美元，浙江占了10.6%，约33亿美元。2010年江苏占中国大陸光伏产业超一半，95%的光伏产品销往欧美，江苏的光伏产业主要集中在南京、无锡、苏州、徐州、常州、南通等地。上海市光伏产业规模扩张不若江苏省、浙江省等地区积极，但吸引了许多光伏研发机构，闵行浦江高科技园为上海最大太阳光电生产基地。

### 环渤海产业基地
环渤海产业基地主要包括北京、山东、河北和天津。2011年，河北光伏企业去年出口总额为21.2億美元，河北努力打造以保定、邢台、廊坊为主产业基地。天津则成立英利光伏产业基地，北京建设了北京的太阳能光伏产业园平谷区马坊工业园区、八达岭新能源产业基地、燕郊开发区、亦庄经济开发区和通州光机电一体化基地。而山东省的光伏产业则是以德州市为中心，建立了有名的中国太阳谷。 中国太阳谷项目是由世界上最大的太阳能热水器生产企业皇明太阳能集团领导的。

### 西部产业基地
包括新疆、内蒙古、四川、青海等。四川在成都和乐山拥有大量光伏企业。2011年，中国大陸青海格尔木市计划建立世界级光伏发电基地，格市24个光伏电站投入运行以来，已累计发电2.44亿千瓦时。目前已建成投运40个光伏项目，913兆瓦全部实现安全并网发电，750千伏柴达木输变电工程和格尔木东出口330千伏聚明汇集站于2011年底建成投运。形成了格尔木东出口、德令哈西出口、乌兰老虎口及大柴旦锡铁山四大光伏产业园区，共建成国电龙源、国投华靖、华能、省发投、中国协合、中节能等40个光伏发电项目，已形成近1吉瓦并网容量。

## 對全球太陽能產業的影響
中國太陽能市場的成長迅速加速了全球太陽能產業的成長。 中國生產的光伏電池使得新太陽能發電項目的建造成本比前幾年便宜得多。國內太陽能計畫也得到了中國政府的大力補貼，使得中國的太陽能發電能力大幅飆升。 結果，他們成為太陽能的領先國家，並於 2015 年超過了德國的產能。 隨著世界其他國家尋求轉向再生能源，廉價的太陽能和風能選擇已成為投資的焦點。 中國大量生產廉價的光伏電池和風能，刺激了世界各地對中國產品的投資，並擴大了全球太陽能項目的建設。